# 마쓰바라 고키
마쓰바라 고키(일본어: 松原 亘紀, 2000년 9월 20일~)는 일본의 축구 선수이다.

## 구단 경력
그는 2023년 J3리그의 이와테 그루자 모리오카에 입단했다. 2024년까지 56경기에 출전하여, 2득점을 넣었다.